# Харви, Патрик
Па́трик Ха́рви (англ. Patrick Harvie; род. 18 марта 1973, Александрия, Шотландия, Великобритания) — британский политик, заместитель руководителя Шотландской партии зелёных с 2008 года, член парламента Шотландии от Глазго с 2003 года.

## Личная жизнь
Родился 18 марта 1973 года в Александрии — городке в округе Западный Данбартоншир в Шотландии (по другим данным в городе Дамбартон). В 1984—1991 годах обучался в Дамбартонской школьной академии. Продолжил образование в Манчестерском городском университете, но прервал его по неизвестной причине. Во время обучения в университете некоторое время был членом Лейбористской партии.
В 1997—2003 годах служил специалистом по работе с молодёжью в Управлении здравоохранения Ланаркшира, где в рамках проекта по обеспечению сексуального здоровья среди гомосексуальных мужчин, организованного Фондом Терренса Хиггинса, занимался вопросами профилактики ВИЧ. В качестве государственного служащего, сотрудничал с налоговой службой Дамбартона. Принимал активное участие в кампании по отмене Статьи 28 Закона о местном самоуправлении от 1988 года, после успешного завершения которой, вступил в Шотландскую партию зеленых.
Патрик Харви — открытый бисексуал. В 2003 году он стал первым открытым бисексуалом, который был избран в парламент Шотландии. Харви является сторонником открытого исходного кода и свободного программного обеспечения, а также пользователем операционной системы Linux. Использование им Твиттер во время важного политического ужина привело к многочисленным комментариям в прессе.
Патрик Харви является почётным членом Национального секулярного общества, почётным вице-президентом Ассоциации гуманистов геев и лесбиянок и попечителем организации Родители квир-людей в Шотландии. Он также является членом правления фестиваля Glasgay! Festival в Глазго, членом организаций Гринпис, Друзья Земли, Сеть равенства, Стоунволл, Международная амнистия, Гуманистического общества Шотландии, Общества за настоящий эль и Общества против торговли оружием. В 2003—2007 годах Харви вёл еженедельную колонку в шотландском издании журнала «Большая проблема». В феврале 2008 года был кандидатом на выборах ректора Университета Глазго.

## Политическая карьера
На выборах в парламент Шотландии в 2003 году Харви был избран от округа Глазго. Во время предвыборной кампании он смог привлечь голоса избирателей, выступив против расширения автомагистрали M74 в Глазго и против законопроекта об удостоверениях личности. Вскоре после своего избрания, Харви предложил для обсуждения законопроект о гражданском партнёрстве, приведший к оживлённым дебатам. В дальнейшем подобный законопроект был рассмотрен и принят парламентом Великобритании. Тем не менее, предложение Харви стимулировало начало процесса известного, как вопрос о законодательном согласии, посредством которого парламент Шотландии утверждает или отвергает законодательные акты парламента Великобритании на территории Шотландии.
Харви был членом комитета по делам сообществ в парламенте Шотландии на протяжении всей парламентской сессии 2003—2007 годов. Он представлял в парламенте зелёных по вопросам правосудия и сообществ в 2003—2005 годах и по вопросам правосудия, сообществ, европейских и конституционных вопросов в 2005—2007 годах. В рамках своей работы в комитете по делам сообществ Харви трудился над законопроектами об антисоциальном поведении и о благотворительных организациях, над жилищным законом, занимался вопросами, связанными с проблемами бездомности и долгов, исходно-разрешительной документацией и строительными нормами и правилами. В 2004 году на церемонии Шотландский политик года он был удостоен награды в номинации «Тот, к кому стоит присмотреться». Помимо законодательного портфеля комитета по делам сообществ, в качестве представителя зелёных, Харви занимался законодательным портфелем парламентского комитета по делам правосудия и принимал активное участие в решении ряда вопросов, касавшихся гражданских свобод. Он также был организатором межпартийной группы по правам человека и помог создать межпартийную группу по вопросам сексуального здоровья.
После неудачного участия Шотландской партии зелёных на выборах 2007 года Харви вернулся в парламент с меньшей долей голосов. Зелёные заключили соглашение с Шотландской национальной партией, и он был избран председателем парламентского комитета по транспорту, инфраструктуре и изменению климата. Харви занимал эту должность до 2011 года. 22 сентября 2008 года он стал заместителем руководителя Шотландской партии зелёных мужского пола после того, как оказался единственным кандидатом на эту должность.
Переизбранный в парламент Шотландии на выборах 2016 года, Харви вошёл в комитет по финансам и конституции и стал представителем зелёных по вопросам финансов, экономики, справедливого трудоустройства и равенства. На внутрипартийных выборах 2019 года Харви был избран заместителем руководителя Шотландской партии зелёных.